# Championnat du circuit de snooker 2019
Le championnat du circuit 2019 est un tournoi de snooker classé comptant pour la saison 2018-2019. L'épreuve s'est tenue du 19 au 24 mars 2019 au Venue Cymru de Llandudno au Pays de Galles. Elle est organisée par la WPBSA et parrainée par la société anglaise Coral.

## Déroulement

### Contexte avant le tournoi
Il s'agit de la toute première édition de ce tournoi. C'est la troisième étape des Coral Series, après le Grand Prix mondial et le championnat des joueurs. L'événement compte 8 participants qualifiés selon leur nombre de points accumulés au cours de la saison. Le vainqueur remporte une prime de 150 000 £.

### Faits marquants
Ronnie O'Sullivan s'impose en finale par 13 manches à 11 face à Neil Robertson dans un remake de la finale du tournoi précédent, le championnat des joueurs. L'Anglais est alors classé numéro 1 mondial et déloge Mark Selby qui occupait cette place depuis le Masters d'Allemagne 2015, soit depuis plus de quatre ans. Il devient le numéro 1 mondial le plus âgé après Ray Reardon.
Lors de sa demi-finales contre Judd Trump, O'Sullivan était mené 6-2 à l'issue de la première session puis 8-5. Il est remonté afin de disputer une manche décisive pendant laquelle il empoche la bille jaune en coup longue distance, puis toutes les couleurs pour s'imposer 10-9 sur la bille noire.

## Dotation
La répartition des prix est la suivante :
- Vainqueur : 150 000 £
- Finaliste : 60 000 £
- Demi-finaliste : 40 000 £
- Quart de finaliste : 20 000 £
- Meilleur break : 5 000 £
- Dotation totale : 375 000 £

Le break de 147 est récompensé par une prime de 15 000 £.

## Qualifiés
Les joueurs qualifiés sont les joueurs ayant remporté le plus de points entre les Masters de Riga 2018 et l'Open de Gibraltar 2019.
| Rang | Joueur            | Points totaux | Résultat         | Résultat                      |
| ---- | ----------------- | ------------- | ---------------- | ----------------------------- |
| 1    | Mark Allen        | 394 000       | Demi-finales     | éliminé par Neil Robertson    |
| 2    | Ronnie O'Sullivan | 373 500       | Vainqueur        | contre Neil Robertson         |
| 3    | Judd Trump        | 307 000       | Demi-finales     | éliminé par Ronnie O'Sullivan |
| 4    | Neil Robertson    | 305 500       | Finaliste        | éliminé par Ronnie O'Sullivan |
| 5    | Mark Selby        | 246 500       | Quarts de finale | éliminé par Neil Robertson    |
| 6    | Mark Williams     | 223 500       | Quarts de finale | éliminé par Judd Trump        |
| 7    | Stuart Bingham    | 213 000       | Quarts de finale | éliminé par Ronnie O'Sullivan |
| 8    | Kyren Wilson      | 190 500       | Quarts de finale | éliminé par Mark Allen        |

## Coupe Coral
Le sponsor du tournoi Coral décerne la coupe Coral au joueur qui a amassé le plus de points lors des trois tournois des Coral Series. Dans l'éventualité où un joueur remporterait ces trois tournois, un bonus de 500 000 £ serait accordé. En remportant les deux dernières épreuves, c'est Ronnie O'Sullivan qui repart avec cette coupe.
| Joueur            | Grand Prix Mondial | Championnat des joueurs | Championnat du circuit | Total   |
| ----------------- | ------------------ | ----------------------- | ---------------------- | ------- |
| Ronnie O'Sullivan | 5 000              | 125 000                 | 150 000                | 280 000 |
| Judd Trump        | 100 000            | 30 000                  | 40 000                 | 170 000 |
| Neil Robertson    | 5 000              | 50 000                  | 60 000                 | 115 000 |
| Mark Allen        | 7 500              | 30 000                  | 40 000                 | 77 500  |
| Ali Carter        | 40 000             | 10 000                  | 0                      | 50 000  |
| Mark Selby        | 12 500             | 10 000                  | 20 000                 | 42 500  |
| Stuart Bingham    | 7 500              | 15 000                  | 20 000                 | 42 500  |
| Kyren Wilson      | 12 500             | 10 000                  | 20 000                 | 42 500  |
| Mark Williams     | 5 000              | 15 000                  | 20 000                 | 40 000  |

## Tableau
|  | Quarts de finale au meilleur des 17 manches | Quarts de finale au meilleur des 17 manches | Quarts de finale au meilleur des 17 manches |                   |                   | Demi-finales au meilleur des 19 manches | Demi-finales au meilleur des 19 manches | Demi-finales au meilleur des 19 manches |  |  | Finale au meilleur des 25 manches | Finale au meilleur des 25 manches | Finale au meilleur des 25 manches |
|  |                                             |                                             |                                             |                   |                   |                                         |                                         |                                         |  |  |                                   |                                   |                                   |
|  | 1                                           | Mark Allen                                  | 9                                           |                   |                   |                                         |                                         |                                         |  |  |                                   |                                   |                                   |
|  | 8                                           | Kyren Wilson                                | 7                                           |                   |                   |                                         |                                         |                                         |  |  |                                   |                                   |                                   |
|  | 8                                           | Kyren Wilson                                | 7                                           |                   | 1                 | Mark Allen                              | 6                                       |                                         |  |  |                                   |                                   |                                   |
|  |                                             |                                             |                                             |                   | 1                 | Mark Allen                              | 6                                       |                                         |  |  |                                   |                                   |                                   |
|  |                                             | 4                                           | Neil Robertson                              | 10                |                   |                                         |                                         |                                         |  |  |                                   |                                   |                                   |
|  | 4                                           | 4                                           | Neil Robertson                              | 10                | Neil Robertson    | 9                                       |                                         |                                         |  |  |                                   |                                   |                                   |
|  | 4                                           |                                             |                                             |                   | Neil Robertson    | 9                                       |                                         |                                         |  |  |                                   |                                   |                                   |
|  | 5                                           | Mark Selby                                  | 8                                           |                   |                   |                                         |                                         |                                         |  |  |                                   |                                   |                                   |
|  |                                             |                                             |                                             |                   |                   |                                         |                                         |                                         |  |  | 4                                 | Neil Robertson                    | 11                                |
|  |                                             |                                             | 2                                           | Ronnie O'Sullivan | 13                |                                         |                                         |                                         |  |  |                                   |                                   |                                   |
|  | 3                                           | Judd Trump                                  | 9                                           |                   |                   |                                         |                                         |                                         |  |  |                                   |                                   |                                   |
|  | 6                                           | Mark Williams                               | 8                                           |                   |                   |                                         |                                         |                                         |  |  |                                   |                                   |                                   |
|  | 6                                           | Mark Williams                               | 8                                           |                   | 3                 | Judd Trump                              | 9                                       |                                         |  |  |                                   |                                   |                                   |
|  |                                             |                                             |                                             |                   | 3                 | Judd Trump                              | 9                                       |                                         |  |  |                                   |                                   |                                   |
|  |                                             | 2                                           | Ronnie O'Sullivan                           | 10                |                   |                                         |                                         |                                         |  |  |                                   |                                   |                                   |
|  | 2                                           | 2                                           | Ronnie O'Sullivan                           | 10                | Ronnie O'Sullivan | 9                                       |                                         |                                         |  |  |                                   |                                   |                                   |
|  | 2                                           |                                             |                                             |                   | Ronnie O'Sullivan | 9                                       |                                         |                                         |  |  |                                   |                                   |                                   |
|  | 7                                           | Stuart Bingham                              | 3                                           |                   |                   |                                         |                                         |                                         |  |  |                                   |                                   |                                   |

## Finale
| Finale au meilleur des 25 manches Arbitre : Greg Coniglio |                          |                              |
| Neil Robertson Australie                                  | 11 - 13 ( - )            | Ronnie O'Sullivan Angleterre |
| 1 106                                                     | Centuries Meilleur break | 2 129                        |
| Ronnie O'Sullivan remporte le championnat du circuit 2019 |                          |                              |

## Centuries
- 135, 110, 106, 106, 106, 101  Neil Robertson
- 134, 130, 129, 121, 113, 111, 100, 100  Ronnie O'Sullivan
- 123, 117, 103  Mark Selby
- 123, 105, 103  Mark Allen
- 103  Mark Williams
- 100  Judd Trump